# Old Westbury
Old Westbury es una villa ubicada en el condado de Nassau en el estado estadounidense de Nueva York. En el año 2000 tenía una población de 4.228 habitantes y una densidad poblacional de 191 personas por km². Old Westbury se encuentra dentro de los pueblos de North Hempstead y Oyster Bay.

## Geografía
Old Westbury se encuentra ubicada en las coordenadas 40°46′55″N 73°35′50″O / 40.78194, -73.59722. Según la Oficina del Censo, la ciudad tiene un área total de 22,2 km² (8,6 mi²), de la cual 22,2 km² (8,6 mi²) es tierra y 0 km² (0 mi²) (0%) es agua.

## Demografía
Según la Oficina del Censo en 2000 los ingresos medios por hogar en la localidad eran de $163,046, y los ingresos medios por familia eran $230,721. Los hombres tenían unos ingresos medios de $100,000 frente a los $45,200 para las mujeres. La renta per cápita para la localidad era de $72,932. Alrededor del 3.5% de la población estaban por debajo del umbral de pobreza.